# John Littleton Dawson

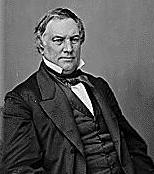
John Littleton Dawson

John Littleton Dawson (* 7. Februar 1813 in Uniontown, Fayette County, Pennsylvania; † 18. September 1870 in Springfield, Pennsylvania) war ein US-amerikanischer Jurist und Politiker. Zwischen 1851 und 1867 vertrat er zweimal den Bundesstaat Pennsylvania im US-Repräsentantenhaus.

## Werdegang
Noch in seiner frühen Kindheit kam John Dawson mit seinen Eltern nach Brownsville. Im Jahr 1833 absolvierte er das Washington College. Nach einem anschließenden Jurastudium und seiner 1835 erfolgten Zulassung als Rechtsanwalt begann er in Brownsville in diesem Beruf zu arbeiten. Im Jahr 1838 wurde er stellvertretender Bezirksstaatsanwalt im Fayette County. Zwischen 1845 und 1848 war er Bundesstaatsanwalt für den westlichen Teil des Staates Pennsylvania. Gleichzeitig schlug er als Mitglied der Demokratischen Partei eine politische Laufbahn ein. In den Jahren 1844, 1848, 1860 und 1868 nahm er als Delegierter an den jeweiligen Democratic National Conventions teil. Im Jahr 1848 kandidierte er noch erfolglos für den Kongress.
Bei den Kongresswahlen des Jahres 1850 wurde Dawson dann aber im 18. Wahlbezirk von Pennsylvania in das US-Repräsentantenhaus in Washington, D.C. gewählt, wo er am 4. März 1851 die Nachfolge von Andrew Jackson Ogle antrat. Nach einer Wiederwahl konnte er bis zum 3. März 1855 zwei Legislaturperioden im Kongress absolvieren. Diese waren von den Ereignissen im Vorfeld des Bürgerkrieges geprägt. Seit 1853 vertrat Dawson als Nachfolger von John Allison den 20. Distrikt seines Staates. Ebenfalls seit 1853 war er Vorsitzender des Landwirtschaftsausschusses.
Im Jahr 1854 verzichtete John Dawson auf eine weitere Kandidatur. Präsident Franklin Pierce berief ihn zum Gouverneur des Kansas-Territoriums; diese Ernennung lehnte er aber ab. Bei den Wahlen des Jahres 1862 wurde Dawson im 21. Bezirk von Pennsylvania erneut in den Kongress gewählt, wo er am 4. März 1863 James K. Moorhead ablöste. Nach einer Wiederwahl konnte er bis zum 3. März 1867 zwei weitere Legislaturperioden im US-Repräsentantenhaus verbringen. In diese Zeit fielen im Jahr 1865 das Ende des Bürgerkrieges und die Ratifizierung des 13. Verfassungszusatzes. Seit 1865 war die Arbeit des Kongresses von den Spannungen zwischen den Republikanern und Präsident Andrew Johnson belastet, die in einem nur knapp gescheiterten Amtsenthebungsverfahren gipfelten.
Im Jahr 1866 verzichtete John Dawson auf eine erneute Kongresskandidatur. Nach dem Ende seiner Zeit im US-Repräsentantenhaus zog er sich in den Ruhestand zurück, den er auf seinem Anwesen Friendship Hill in Springfield verbrachte. Dort ist er am 18. September 1870 auch verstorben.
Nach ihm ist Dawson County in Nebraska benannt.